# Sojasun
Sojasun est une marque agroalimentaire française basée en Bretagne créée en 1988 qui commercialise des produits à base de soja en grande distribution. L'enseigne fait partie du groupe Olga, société fondée en 1874 qui commercialise,  outre ces produits 100% sans OGM et produits en France, la marque Sojade en magasins spécialisés agriculture biologique à partir de soja français.

## Production
L’usine de production des produits Sojasun est basée à Châteaubourg, depuis 2000. Les produits sont commercialisés en grande distribution en France.
La marque propose environ 50 références à base de soja différent dans 5 catégories, tel que les steaks végétaux, un simili-carné et laits végétaux. Environ 17% des Français achètent ses produits.

## Sponsoring
Après avoir été co-partenaire de l'équipe de cyclisme aux côtés du groupe Saur depuis 2010, la société Sojasun devient le sponsor principal de l'équipe cycliste Sojasun en 2013.
L'enseigne sponsorise également des sportifs skipper, canoéiste ou joueur de tennis de table handisport.